# Püthagoreusok
A püthagoreusok egy olyan közösség és vallási testvériség tagjai voltak, akik Püthagorasz tanaira támaszkodtak. A korai püthagoreus közösségek egész Magna Graeciában elterjedtek. Püthagorasz mindenekelőtt arról volt híres, hogy egy olyan életmódot hagyott maga mögött, amelynek a halála után több mint 100–200 évvel is voltak követői. A követői közé tágabb értelemben bárkit jelent, aki átvette Püthagorasz eszméit vagy a neki tulajdonított gondolatait, és világnézete lényeges részévé tette.

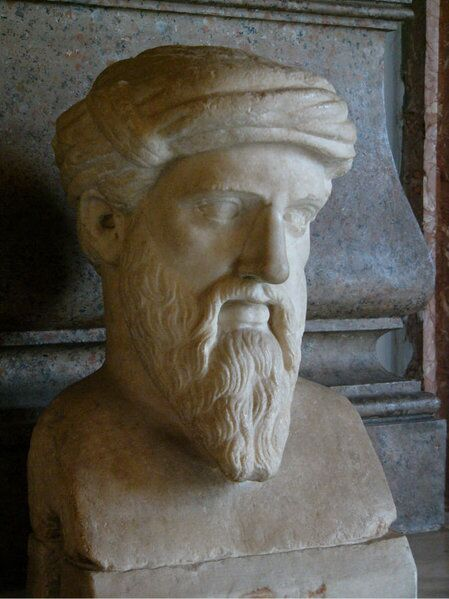
Püthagorasz

Életrajzírói szerint Püthagorasz Egyiptomba és Babilóniába utazott, mielőtt megalapította volna közösségét Dél-Itáliában, Krotónban. Az iskolában férfiak és nők egyaránt részt vettek, és egyes kutatók szerint az orfikusok görög misztériumvallása hatott rá, amely a reinkarnációt tanította és a lélek megtisztulását hangsúlyozta. Az ókori görög történész és szkeptikus, Hekataiosz  azt állította, hogy Püthagoraszt az egyiptomi vallásfilozófia ihlette a rituális szabályok használatában.
A püthagoreizmust jellemző vallási, filozófiai és matematikai spekulációk kombinációja jelentős hatást gyakorolt a görög gondolkodókra, nevezetesen Platónra és közvetlen utódaira, valamint azokra a platóni filozófusokra, akik újpüthagoreusként és újplatonistaként ismertek.
A püthagoreusok tanításait és elméleteit általában az alapító Püthagorasznak tulajdonították. Azonban igen nehéz egyértelműen megkülönböztetni Püthagorasz eredeti gondolatait a püthagoreusokétól. A püthagoreusok gondolatai is csak töredékekben és más szerzők idézeteiben maradtak fenn. A Kr. e. 1. század körül Rómában újra feléledt a püthagoreizmus iránti érdeklődés, és számos hamisítványt írtak Püthagorasz és a püthagoreusok nevében egészen az 1. századig.

## Történet
Püthagorasz Számosz szigetén született Kr.e. 570 körül, és Kr.e. 530 körül hagyta el hazáját és a dél-itáliai Krotónban telepedett le, miután beutazta Egyiptomot és Babilóniát. Itt létrehozta az első püthagoreus közösséget, amelyet titkos társaságnak neveztek, és politikai befolyást szerzett. A Kr.e 5. század elején Krotón nagy katonai és gazdasági jelentőségre tett szert. Püthagorasz a mértékletességet, a jámborságot, a vének és az állam tiszteletét hangsúlyozta, és a monogám családszerkezetet szorgalmazta. A városi tanács hivatalos pozíciókra nevezte ki. Többek között ő volt a felelős a város oktatásáért. A politikai reformer befolyása állítólag más dél-olaszországi és szicíliai görög gyarmatokra is kiterjedt.

Magna Graecia görög kolóniái

A püthagoreusok filozófiai meggyőződésének és politikai céljainak számos részlete tisztázatlan és számos kérdés erősen vitatott a kutatók között. Annyi bizonyos, hogy Dél-Itália görög városaiban éltek olyan püthagoreus közösségek, akik társadalmi és politikai reformmozgalomnak tekintették magukat és beavatkoztak a politikába. Ez súlyos, heves összecsapásokat eredményezett.
A Püthagorasz-ellenes támadások egyikét Kr.e. 508-ban krotóni Cylon vezette. Püthagorasz ezután Metapontumba ment.
Püthagorasz halála után a közösségei Krotónban és máshol tovább virágoztak.
A követői politikailag uralták Krotónt, Metapontumot, Tarentumban és Dél-Itália más városait, egészen a püthagoreus-ellenes felkelésig (Kr. e. 450 körül).
Kr.e. 450 körül Magna Graecia területén támadásokat hajtottak végre a püthagoreus közösségek ellen. Krotónban felgyújtottak egy házat, ahol összegyűltek, és kettő kivételével a püthagoraszai filozófusok mindegyike megégett. Más városokban lévő püthagoreus találkozóhelyeket is megtámadták, és több vezetőt megöltek. Ezután sokan arra kényszerültek, hogy a szárazföldi Görögországba meneküljenek.
Magna Graecia politikai instabilitását követően néhány pütagoreus filozófus Görögország szárazföldi részére költözött, míg mások Rhegiumban csoportosultak. Kr.e. 400 körül a püthagoreus filozófusok többsége elhagyta Itáliát.
Egyes kutatók szerint a püthagoreizmus utolsó központja Itáliában Tarentumban maradt, amelyet 367–361-ben Archytas, a briliáns matematikus vezetett.
A püthagoreus eszmék jelentős hatást gyakoroltak Platónra és rajta keresztül az egész nyugati filozófiára.
Kr.e. 350 utáni eltűnése az ókori püthagoreizmus végét jelentette. Ezután a pszeudo-püthagorica a Kr.e. 4. század végétől jelentkezve, nem volt sem nagy számú, sem népszerű, de később felváltotta a második, sikeresebb hullám és filozófiai hagyományként az iskola újjáéledt a Kr.e. 1. században, és megszületett a neopüthagoreizmus , egy hellenisztikus-római filozófiai irányzat, amelyet a középplatonizmus  hatott át.
A késő antik neopüthagoreizmus legjelentősebb képviselői a neoplatonista Porphüriosz és különösen Iamblikhosz voltak, akik az ókor végéig biztosították a közösség létezését.

## A püthagoreizmus fő jellemzői
Az eredeti püthagoreizmus ellentmondásos, nem mindig helyesen értelmezett gondolatokon nyugszik, amelyeket az ókor óta tulajdonítottak neki. Ezek az elképzelések magukban foglalják:
- (1) a szám metafizikáját és azt a felfogást, hogy a valóság, beleértve a zenét és a csillagászatot is, a legmélyebb szintjén matematikai természetű;
- (2) a filozófia használata a spirituális megtisztulás eszközeként;
- (3) a lélek mennyei rendeltetése és annak lehetősége, hogy egyesüljön az istenivel;
- (4) bizonyos, olykor misztikus szimbólumokhoz való vonzódás, mint például a tetraktüsz (wd) és a szférák harmóniája (wd);
- (5) a Pitagorasz-tétel;
- (6) a rend tagjainak szigorú lojalitás és titoktartás követelménye.

Azáltal, hogy bizonyos belső élményekre és intuitív igazságokra helyezi a hangsúlyt, amelyek csak a beavatottak számára tárulnak fel, úgy tűnik, hogy a pütagorizmus a lélekre irányított szubjektivizmust képviselte, amely idegen a Szókratész előtti görög gondolkodás fő áramától.
Biztosnak tűnik, hogy Püthagorasz tanította a következőket:
- a lélekvándorlás tana;
- az a doktrína, hogy a matematika tartalmazza minden filozófiai tudás kulcsát, úgyszólván csíráját, amelyet később követői kidolgozott számelméletté fejlesztettek;
- az a felfogás, hogy az erény harmónia, amely fejleszthető.

Püthagorasznak hiteles írása nem maradt fenn, csak néhány neki tulajdonított vers lehet hiteles. Már az ókorban is különböző vélemények voltak arról, hogy a Püthagorasznak tartott tanítások közül melyik az eredeti és a később hozzáadott.  Még az is ellentmondásos a kutatásban, hogy Püthagorasz tanításai valójában filozófia és tudományos törekvések voltak-e, vagy pusztán mitikus-vallási kozmológia. A kiterjedt legendaképződés hozzájárul ezekhez a kutatási nehézségekhez.
A püthagoreusok világszemlélete alapjaiban vallásos jellegű. Ez felismerhető nemcsak pedagógiai és orvosi tevékenységükben, de zenei felfogásuk alakulásában is. Vallásos szemléletük abban nyilvánul meg, hogy az emberi lelket a testtől elkülönülő, önálló létezőnek tartották, az emberi személyiség értékesebb felének. Kidolgozták a lélek megtisztulásának tanát. Náluk ölt határozott formát a lélek halhatatlanságának tana és az az elképzelés, hogy az emberi léleknek is megvan ez a korábban csak az isteneknek tulajdonított kiváltsága.

### Lélekvándorlás
A püthagoreusok a lélekvándorlásról szóló tanításaikról ismertek. Ezt a következő alapvető nézőpontok alkotják: a lélek halhatatlan; a test halála után a lélek másik élőlénybe vándorol; az emberi test olyan, mint a lélek börtöne, a testi vágyak pedig akadályozzák a lélek szabadságát („a test egy sír”).
A léleknek többszöri megtestesülésen kell átmennie ahhoz, hogy megszabaduljon a testiség korlátaitól és megtisztulva, az istenek honába visszatérjen. E megtisztulás egyúttal újjászületés is, amelyhez önmegtartóztató életmód és szellemi (tudományos) erőfeszítések útján jut el az ember.
Tisztulási szertartásokat végeztek, és önmegtartóztató, táplálkozási és erkölcsi szabályokat követtek, amelyekről hitték, hogy lelkük idővel magasabb rangra jut. Következésképp arra számítottak, hogy kiszabadulnak a reinkarnáció kerekéből. A vallásos képzés a következőket foglalta magában: filozófiai és matematikai tanulmányok (ezáltal a lélek érzékeinek művelése); zenei gyakorlatok (az emberi lények egyensúlyát fokozó harmónia); és fizikai gyakorlatok (testi kontroll képzése).
Úgy tűnik, hogy Püthagorasz maga félisteni státuszt vallott, aki szoros kapcsolatban áll Apollón felsőbb istennel; hitte, hogy képes visszaemlékezni korábbi inkarnációira, és ennélfogva többet tud, mint mások.

### Az erények fejlesztése
A püthagoreusoknak tulajdonított ún. Aranyversek  felsorolja azokat az életviteli szabályokat, amelyek az erényes életnek a feltételeit megteremtik:
- a test feletti uralom gyakorlása,
- a megfontolt beszéd és cselekvés,
- a tettekért való személyes felelősség,
- ellenállás a rosszra való csábításnak,
- készség a magasabb szinten levőktől való tanulásra,
- készség a saját, jónak ítélt nézetek megváltoztatására, ha beigazolódik azok korlátoltsága,
- az élethez való helyes viszonyulás: elfogadni azt, amit a sors kijelölt,
- a helyes mérték megtalálása

A külső körülményeken való uralkodás segíti a tanítványt ahhoz, hogy a belsőjén is uralkodni tudjon.
Walter Burkert (1931–2015), a Zürichi Egyetem történészprofesszora ír arról, hogy Püthagorasz olyan példamutató életet élt, amely a későbbi, ókori görög és római nagy gondolkodókat is utánzásra késztette.

### Aritmetika és a számok
Szinte bizonyos, hogy a püthagoreus filozófiában alapvető szerepet játszott a szám fogalma. Püthagorasz a számmisztika jelentőségére összpontosító tanításaiban úgy vélte, hogy maguk a számok megmagyarázzák az univerzum valódi természetét. A számok Püthagorasz korának görög világában természetes számok voltak – vagyis pozitív egész számok (nulla nem volt). Görög kortársaikkal ellentétben a püthagoreus filozófusok a számokat grafikusan ábrázolták.
Arisztotelész - igaz, forrásként "a velük kapcsolatos hagyományra" hivatkozó - szavai szerint "az ún. püthagoreusok a matematikára vetették magukat, s az elsők voltak, akik előbbre vitték ezt a tudományt, sőt annyira beleélték magukat, hogy ennek elveit gondolták a létező dolgok alapelveinek is. Mivel pedig a matematikában természet szerint a számok az elsők, azt hitték, hogy a számokban sokféle hasonmását találják a létező és keletkező dolgoknak, ... ők ugyanis az egyik számbeli állapotban az igazságosságot, a másikban lelket és értelmet ... és így tovább, pillantották meg - s mivel a harmónia természetét és okát is a számokban látták meg, ... a számok pedig az egész természetben az elsők, ennélfogva arra a gondolatra jöttek, hogy a számok elemei egyúttal minden létező valóságnak is az elemei, és az egész égi világrend harmónia és szám. ... S ha valahol hiányzott valami, mindenáron azt igyekeztek elérni, hogy elméletük összefüggő egésszé legyen - úgy értem ezt, hogy mivel pl. szerintük a tízes tökéletes szám, amely a számok egész természetét magába foglalja, ezért az égi bolygók számát is tíznek mondották."
Arisztotelész szavai értelmezhetőek úgy, hogy a püthagoreusok számmiszticista jellegű aritmetikája filozófiai spekulációkból fakadt, és a számokat a világot felépítő őselemnek gondolták. E gondolat sokszor jelenik meg abban a leegyszerűsített és valószínűleg téves formában, hogy a püthagoreusok a már meglévő, gyakorlati jellegű egyiptomi logisztikus aritmetikát tartalmilag továbbfejlesztették ugyan, de emellett önkényes és ködös misztikus fantazmagóriákkal egészítették ki: eszerint Püthagorasz volt az első „tiszta matematikusok” egyike, aki, matematikusról lévén szó, emellett „bogaras” volt kissé. Hamvas Béla szerint mindkét értelmezésnél többről, egy ősi, a számok vallásos tiszteletén alapuló hagyomány továbbéléséről van szó.

„A mai ember, amikor hallja, hogy a püthagoreusok himnuszt írtak a számhoz, jóindulatú lekicsinyléssel veszi tudomásul. Az elméleti fizikus, a zeneszerző azonban nagyon jól érti, hogy ezt a himnuszt a mérnök is énekli, amikor a hidat építi, ahogy éneklik a csillagok, amikor pályájukon keringenek. A világ realizált matézis. A dolgok ősképe a szám, mondja Orpheusz, arithmoi de te pant’ epeoiken. Mindaz, amit az ember hall és lát, él és gondol, tesz és elszenved, nem egyéb, mint a számok hősi tettei és szenvedései, arányban és ütemben, hangoltságban, időmértékben és térben.”

– Hamvas Béla, Püthagorasz

Az első hat háromszögszám

Püthagorasz jelszava: „A számok mindenekelőtt” értelmében a püthagoreusok hitték, hogy a számokkal, azok összegeivel és arányaival minden kifejezhető, következésképpen fő törekvésük a számok összefüggéseinek tisztázása volt.
A számokat nem számjegyekkel, hanem pontokkal ábrázolták, és aszerint sorolták őket csoportokba, hogy milyen, minél szabályosabb mintákba tudták rendezni a pontokat. Ekképpen megkülönböztették a négyzet alakban felírható, úgynevezett négyzetszámokat (4, 9, 16 stb.), a háromszögszámokat stb.
Főként Szpeuszipposz nyomán, a püthagoreusok munkásságát tekinthetjük a számelmélet alapjának, így például ők jöttek rá, hogy a páratlan számokat sorozatban összeadva (1+3=4, 1+3+5=9, 1+3+5+7=16) négyzetszámot állíthatjuk elő. Ezek párjaként, a páros számok sorozatos összeadásával (2+4=6, 2+4+6=12, 2+4+6+8=20 stb.) az úgynevezett hosszúkás (gör. heteromékész, eltérő oldalú) számokat (1*2 pont, 2*3 pont, 3*4 pont, 4*5 pont stb.) kapták meg.
Az egyik legszentebb számnak a 10-et tartották, a 10=1+2+3+4 egyenlőség miatt, mivel ez a „világ számainak összege” – a Világ-egységnek és -Eredetnek szimbólumának (1), az első női (páros) számnak, a világ-ősegész megbomlásának (2), az első férfi (páratlan) számnak (3), és az Érthetetlen és Isteni szimbólumának (4).
A püthagoreusok pedig a számokat és a geometriai formákat ruházták fel az istenek elnevezésével: az egyenlő oldalú háromszöget „Zeusz homlokából született Athénénak” és Tritogeneiának nevezték, mivel a mindhárom szögéből húzott függőlegessel egyenlően osztható fel. Az „egyet”, mivel tagadása a „soknak”, és a „monasz” egyszerűsége miatt Apollónnak hívták, a „kettőt” viszálynak és merészségnek, a „hármat” pedig igazságnak, mert az igazságtalan cselekedetet és az igazságtalanság elszenvedése hiány vagy túlzás következményeként jön létre, az igazság a kettő között középen foglal helyet. Az úgynevezett tetraktüsz, a harminchat, a legnagyobb eskü volt – amint ez közismert –, és kozmosznak is nevezték, mert az első négy páros és páratlan szám összeadásából jön létre. (Hérodotosz: Ízisz és Ozirisz)
Mivel a 6 a legkisebb tökéletes szám, ezért a püthagoreusok szerint a világot szükségképp hat nap alatt teremtették.

#### A kimondhatatlan számok
A püthagoreusok életszemléletére alapvető csapást mért, amikor felfedezték, hogy vannak összemérhetetlen (arányba nem állítható) számok, vannak olyan mértani alakzatok – mint például a négyzet oldala és átlója – amelyek elvileg nem lehetnek egymás valamiféle többszörösei. Az irracionális számok (mint például a gyök kettő) létezését éppen ezért szigorúan titokban tartották; ezeket kimondhatatlan számoknak nevezték.
A legenda egyik változata szerint egy Hüppaszosz nevű matematikus megszegte a nyilvánosságra hozatal tilalmát, és ezért „az istenek vízbe fúlással büntették”, amit néhányan úgy magyaráznak, hogy a püthagoreusok egy hajóról tengerbe hajítva rituálisan kivégezték Hüppaszoszt. Proklosz beszámolója szerint viszont: "… akik elárulták az irracionális számok létezésének titkát, mind egy szálig elpusztultak egy hajótörésben. Az alaktalannak és kimondhatatlannak rejtve kell maradnia, akik pedig fellebbentik a fátylat a valóságnak erről az arcáról és megérintik azt, halálnak fiai, és testük az örök hullámverés játékszere lesz".

## Kozmológia

Az isteni igazság jelképe, az Egy, a Monász, mentes minden többszöröződéstől

A püthagoreusok számára a harmónia és az egyensúly volt az az elv, amely meghatározza a kozmosz rendjét. A numerikus és geometriai arányok képviselték a világnak ezt a rendezett felépítését. A püthagorasz numerológia a férfiasság és a nőiesség kettős jellemzőinek elvét tartalmazta, ami összevethető az ókori kínai gondolkodásban használt jin és jang elvével. A püthagoreusok minden számot páratlan és páros párra osztottak, és páratlant társítottak a férfiassággal és a párosat a nőiséggel. A dualitás perspektíváját kiterjesztették a világ páros elemeire: végesre és végtelenre; egy és sok, világosság és sötétség és mások.
A püthagoreusok mindenütt a rendet keresték, mely az összhang forrása. A világmindenség összhangját is a zenei harmónia mintájára képzelték el. Minthogy csillagászati eszközeik nem voltak, a spekulációhoz folyamodtak. Megfigyelték például, hogy földi testek mozgásuk közben zajt adnak. Ebből arra következtettek, hogy az égitestek mozgása is zajjal vagy inkább harmonikus hangokkal jár. Többségük a Földet tekintette a kozmosz középpontjának, de akadtak az iskolának olyan tagjai is, akik ettől eltérő felfogást vallottak. Ezek szerint nem a Föld és nem is a Nap a középpont, hanem egy úgynevezett Központi Tűz, e körül kering a Föld, az Ellenföld, a Hold, a Nap, a többi öt bolygó és az állócsillagok.

## Az iskola
Püthagorasz körül még életében egy iskola és közösség szerveződött Krotón városában. Mivel az iskola jelentős hírnévvel rendelkezett, más dél-itáliai görög városokban (Magna Graecia) is létrejöttek pütagoreus közösségek. Több forrás beszámol arról, hogy a püthagoreizmus még a nem görög lakosság körében is elterjedt.
Ha megpróbáljuk feltárni Püthagorasz rendkívüli sikerének okát, hogy lett hatalmas követő tábora, az eredmények váratlanok. A püthagoreusok nem (vagy legalábbis eredetileg) nem filozófiai iskolába szerveződtek, ha ezen „azonosítható csoportot értünk, amely elkötelezett az alapító által előírt tanítás és életmód mellett”. Platónnal, Epikurosszal vagy kitioni Zénónnal ellentétben Püthagorasz nem egy intézményesített filozófiai iskolát alapított, egy sor jól körülhatárolható doktrínával, hanem egy politikai társadalmat (ἑταιρεία). Emellett tanításait nem írták le, és követői széles körben szétszóródtak Magna Graecia számos városában, és a Kr.e. 5. század közepe után a szárazföldi Görögországban is. A legtöbb püthagoreus nem volt filozófus, és akik azok voltak – Alkmaión, Hippasus, Hippon, Philolaosz, Arkhütasz, Ecphantus és mások – nem Püthagorasz filozófiáját, hanem saját elméleteiket tanították. Bizonyos tekintetben hasonlóak, sok másban különböztek; nem ismert olyan iskolai doktrína, amelyet az összes vagy akár a legtöbb pütagoraszi filozófus osztana.
Az ókori forrásokból a püthagoreus iskola következő képe bontakozik ki: egy szigorú életelvekhez (például részleges vagy teljes vegetarianizmus) és kemény felvételi feltételekhez kötött, a beavatottság foka szerint „körökre” osztott, elitista és arisztokratikus jellegű szervezeté, melynek Püthagorasz feltétlen irányítója volt, és amelynek külsőségei (és vélhetően nem csak a külsőségei) leginkább a misztériumvallásokra emlékeztettek. Nők és férfiak számára egyaránt nyitva állt.
A pütagorasz tanításait "szimbólumok" (symbola) néven ismerték, és a tagok némasági fogadalmat tettek, hogy nem fedik fel ezeket a szimbólumokat a kívülállóknak. Azokat, akik nem engedelmeskedtek a közösség törvényeinek, kizárták.

### A vezető
- Fő szócikk: Püthagorasz.

Napjainkban is vitatéma, hogy Püthagorászt misztikusnak, bölcsnek, vallási vezetőnek, karizmatikus alaknak, gurunak, mágusnak, csodatevőnek, sámánnak, filozófusnak, kozmológusnak, matematikusnak, tudósnak kell-e tekinteni. A tudományos irodalom tele van kísérletekkel arra, hogy egyik vagy másik kategóriák kombinációjába sorolják.
Maga Püthagorasz az iskolán belül feltétlen, abszolút tekintélyt, és félisteni tiszteletet élvezhetett; Arisztotelész szerint a krotóniak úgy tartották, hogy a hüperboreoszok Apollónjának fia, és azt mondták: a létező lények között vannak istenek, vannak emberek, és vannak olyanok, mint Püthagorasz. A legenda alapján csodákat tett, démonokkal társalkodott, és annyira karizmatikus személyiség volt, hogy az első nyilvános kronóni tanítása után hatszázan csatlakoztak testvériségéhez anélkül, hogy akár csak a családjuktól elbúcsúztak volna.

### A követők
Nem minden preszókratikus filozófusnak voltak tanítványai, de sokuknak volt legalább egy. Számos gondolkodó, például az eleai Parmenidész és az abderai Leukipposz alapított filozófiai iskolákat, bár ezekben az esetben is csak egy közvetlen tanítványuk ismert: az eleai Zénón és az abderai Démokritosz. Püthagorasz felülmúlja az összes többi preszókratikus filozófust, mind követőinek számát, mind iskolája folytonosságát tekintve. Valójában a püthagoreizmus volt az egyetlen preszókratikus gondolkodásmód, amely az ókor végéig fennmaradt, jóllehet erősen módosított formában. Még ha az ősi püthagoreizmusra korlátozzuk is magunkat, amely kb. a Kr. e. 4. század közepe körül véget ért, még mindig csaknem kétszáz éves fennállással találkozunk, és több mint kétszáz követő nevével.
Az összes ismert korai püthagoreus öt egymást átfedő kategóriába tartozik: természetfilozófusok, matematikusok, politikusok, sportolók, orvosok.
Az iskola jelentős követői közé tartozik 
- Philolaosz,
- Alkmaión,
- Empedoklész,
- Anaxagorasz,
- Leukipposz,
- Démokritosz,
- Milón, a hatszoros olimpiai győztes.

A Kr. e. 5–4. században tevékenykedő püthagoreusok közé tartoztak még:
- Damón és Phütiasz Siracusából, akiknek híres barátsága példakép lett az utókor számára
- Arkhütasz, Platón barátja; a püthagoreus tanítások szerint az emberi viszonyokat a számmisztika segítségével magyarázta
- Aszpendoszi Diodorosz (wd), aki különösen a pitagorasz vegetarianizmust képviselte, és mezítlábas, hosszú hajú aszkétaként keltett feltűnést
- Phleius Ekhekratész, Philolaus tanítványa, aki beszélgetőtársként jelenik meg Platón Phaidón című dialógusában
- Ekphantosz, aki egy geocentrikus világnézetet képviselt, feltételezve, hogy a Föld nyugatról keletre forog. Az ismeretelméletben szubjektivista volt.
- Eurytos, Philolaosz tanítványa, aki a Pitagorasz számelméletet alkalmazta állatokra és növényekre
- Hikétasz, aki az égbolt napi változásait a Föld tengelye forgásának tulajdonította
- Tarentumi Kleiniász (wd), aki állítólag lebeszélte Platónt attól a tervtől, hogy elégesse Démokritosz összes hozzáférhető könyvét
- Iasos-i Lycon (wd), aki a mérsékelt életmódot hirdette Püthagorasz példáját követve, és kritizálta Arisztotelészt pazar életmódja miatt
- Chalcidicei Xenofilosz (wd), Philolaosz tanítványa és Arisztoxenosz filozófus tanára

### Mindennapi élet
Kézenfekvő feltételezni, hogy ennek a püthagoraszi életmódnak számos pontját úgy tervezték, hogy a lehető legjobb jövőbeni reinkarnációt biztosítsák, de fontos kiemelni, hogy a korai bizonyítékok alapján semmi sem köti össze konkrétan az életmódot a reinkarnációra való felkészüléssel.
Iamblikhosz szerint a püthagoreusok közösen étkeztek, testgyakorlatoztak, olvastak és hallgattak filozófiai előadásokat, tanításokat. Az iskola hallgatóit, ahogyan az abban a korban nem volt ritka, a beavatottság foka szerinti körökre osztották. A külsőbb tanítványok, az akuszmatikusok nem részesülhettek minden tudásban, ez a belsők, a mathématikusok kizárólagos joga volt. A legbelsőbb körökhöz tartozók öt év tanulás után állítólag beszélhettek is a mesterrel, de csak úgy, hogy annak alakját egy függöny rejtette előlük. Sokak életük végéig nem részesülhettek ebben a megtiszteltetésben. Az eltávolításnak ez a szertartása a 20. század irodalmában különösen hangsúlyosan jelenik meg Zsoldos Péter Távoli tűz című regényében, amikor az abban uralkodó aranyfüggöny mögé rejtezve fogadja a külhoni követeket.
A püthagoreus életmód jelentős része a vallási rituálék megfelelő betartásából állt. A rituálék ezen hangsúlyozásának egyik fő bizonyítéka a symbola vagy acusmata ("hallott dolgok"), amelyeket szóban adtak át. A legkorábbi forrás, amely az acusmatát idézi, Arisztotelész, a püthagoreusokról szóló, mára elveszett értekezésének töredékeiben. Nem mindig lehetünk azonban biztosak abban, hogy a későbbi hagyományban idézett akuszmák (='bölcs mondások') közül melyek nyúlnak vissza Arisztotelészig, és melyek Püthagoraszig.
Az iskola életében fontos szerepet kapott a zene, a tanulók rendszeresen énekeltek közösen himnuszokat Apollónhoz, lantot használtak egyes testi és lelki betegségek gyógyításához, alvás előtt verseket mondtak (ti., ahogy az akkor szokásos volt, vsz. énekeltek).
Feltételezhető, hogy Püthagorasz a metempszichózisba vetett hite alapján támogatta a vegetarianizmust. A Kr. e. 4. századi Eudoxusz azt mondja, hogy „nemcsak tartózkodott az állati tápláléktól, de a hentesek és vadászok közelébe sem ment.”. Dikaiarkhosz történetíró szerint Püthagorasz egyik legismertebb tana az volt, hogy „minden élő lény ugyanahhoz a családhoz tartozik”, ami azt sugallja, hogy ugyanúgy haboznunk kell az állatok megevésétől, mint az emberekétől. Arisztotelész ugyanakkor arról számolt be, hogy a püthagoreusok csak bizonyos állati termékektől tartózkodtak.
A püthagóreus iskola kollektív intézmény lévén, nem mindig világos, hogy a tanítások és felfedezéseik közül melyek személy szerint Püthagoraszéi és melyek tanítványaiéi.

### Szabályok
Számos Püthagorasznak tulajdonított "szóbeli mondás" (akuszmata) maradt fenn, amelyek azzal foglalkoznak, hogy a közösségének tagjai hogyan éljenek, áldozzanak, hogyan tiszteljék az isteneket stb. A szabályok többsége olyan rituális óvintézkedésekre emlékeztet, amelyek a korabeli görög misztérium-kultuszokban gyakran voltak jelen. Más estekben – Arisztotelész elemzése szerint – közkeletű hiedelmek (pl. a leesett falat vagy a kenyér ilyen) vagy barbár szokások átvételéről van szó.
A következő püthagoraszi szabályokat (ún. szümbolonokat) ismerjük.
- Tartózkodj a (ló?)babtól! (Kyamon apechete!)

A babtól vagy lóbabtól való tartózkodás követelményének ("Kyamon apechete!"), számos szerző kifejezetten a Püthagorasz személyéhez (és nem általában az iskolájához) fűződő jelleget tulajdonít, továbbá, rejtélyessége miatt, igencsak megmozgatta az utókor fantáziáját. A szabály motivációira, értelmére számos különféle magyarázat született már az ókorban: magyarázták illemszabályként (a szeméremtestre hasonlít) vagy a lélekvándorlással kapcsolatos vallási előírásként (mivel Hádész kapuihoz hasonlít), illetőleg a demokratikus politikában való részvétel elleni arisztokrata szemléletű intésként (mivel a népszavazások eszközeiként babszemeket is használtak), de más értelmezési lehetőségek is fennálnak (a bab és más hüvelyesek a hellén világban közmondásosan a szegénység, a szegényes vagy egyszerű étkezés jelképei is voltak). Cicero rómaihoz illően a legjózanabb magyarázatot, a növény szélkeltő hatását fogadta el, korunkban pedig még újabb feltételezések születtek, pl. hogy a filozófus allergiás vagy metabolikusan érzékeny (favista) volt erre a növényre.
Mások a bab említését félreértésnek tekintik: rámutatnak ókori szerzőkre, akik szerint a filozófus valójában gond nélkül megette, sőt értékelte is a babot. Közülük Jonathan Barnes azt vetette fel, hogy Püthagorasz a babot (kuamoi) a here szinonimájának tekintette, így szó sincs a babevés tiltásáról, inkább a szexuális élettől (vagy annak egyes formáitól) való tartózkodásra felhívásról.
A következő előírásokhoz a magyarázatok főleg Arisztotelésztől és Porphüriosztól származnak:
- Ami leesett az asztalról, azt nem szabad fölvenni. – Hogy mértékletességre szoktassák magukat az evésben.
- Ne törd meg a kenyeret! – Mert régen a barátok egyetlen kenyéren éltek.
- Fehér kakast ne érints! – Mivel ez az állat a Hónapnak van szentelve és oltalomkereső.
- Ne menj a nyilvánosság által bejárt utakra! [5] – Arisztotelész szerint: Félelem attól, hogy a tisztátalanok beszennyezik őket.[5] Mai értelmezés alapján: Ezzel megtiltotta a tömegek véleményének követését.[5]
- Gyűrűkön ne viseld az istenek képét! [5] – Mai értelmezés alapján: Nem szabad, hogy az istenek tanítása és tudása gyorsan nyilvános legyen [mindenki számára], ne közöld azokat a kívülállókkal.[5]
- Ne egyél szívet! – Ne szomorítsd magad bánattal!
- Ne ülj napi adag gabonádon! – Ne ülj tétlen!
- Nem szabad szent halat érinteni! – Nem szabad ugyanazt felajánlani az embereknek, amit az isteneknek.
- Ne éleszd a tüzet vassal! – Ne ingereld éles szavakkal, aki bőszült és haragvó!
- Ne lépj át igán! – Ne légy kapzsi!
- Ne tépj koszorút! – Ne sértsd meg a törvényeket, amelyek a koszorúi (ékei) a városnak.
- Ne nézz hátra távoztodban! – Amikor már haldokolsz, ne ragaszkodj az élethez!

Babonáknak tekintett akuszmaták (amihez nincs magyarázat):
- Soha ne vizelj a Nap felé fordulva!
- Kotord meg a hamut, amikor a fazekat leveszed a tűzről!
- Ne hagyd a tested nyomát az ágyadon, miután felkelsz!
- Köpj a lenyírt hajadra és körmödre![41]
- Ha cipőt húzol, a jobb oldalival kezdjed, a lábmosást a ballal!